# گوئیتو
گوئیتو (انگلیسی: Guito؛ زادهٔ ۱۶ ژانویهٔ ۱۹۹۸) بازیکن فوتبال است.